# Blekinge Kårspex
Blekinge Kårspex var en spexförening vid Blekinge Tekniska Högskola. Föreningen skapades när man skulle inviga högskolans nya lokaler i Ronneby. Vid fullmäktigebeslut 2011-09-08 bestämdes det i bilaga 06_prop_inaktiva_sektioner att Blekinge Kårspex formellt lades ned. Detta efter att föreningen varit inaktiv under längre tid på grund av svikande intresse från studenter.

## Uppsättningar framförda av Blekinge Kårspex
- 1993 - Karl XII
- 1994 - Marco Polo
- 1995 - Nils Dacke
- 1996 - Kleopatra
- 1997 - 42
- 1998 - Hvergang
- 1999 - Artur
- 2000 - Lucky Luke
- 2001 - Kleopatra
- 2002 - En annan Romeo och Julia
- 2003 - Vittus
- 2004 - Sagan om en annan ring
- 2005 - Under kilten
- 2006 - Florence